# 陈胤
陈胤（573年4月16日或5月10日—618年前），字承业，南北朝人，陈朝废太子、吴兴王。后主陈叔宝的庶长子，母为姬妾孙氏，嫡母沈婺华。
陈胤於太建五年（573年）二月乙丑於東宮出生。孙氏是陈叔宝少年時侍妾，她既无沈皇后高贵的出身，又无張貴妃百伶百俐的心计，因此不被重視，在生产陈胤难产而死，嫡母沈婺华心生怜悯，收养陈胤。陈宣帝就将陈叔宝这第一个儿子当成嫡出看待，下诏曰：“皇孙初诞，国祚方熙，思与群臣，共同斯庆，内外文武赐帛各有差，为父后者赐爵一级。”太建十年（578年），被封為永康公。陈后主即位，立为皇太子，并选萧摩诃女为太子妃。
陈胤酷好读书，曾躬出太学讲《孝经》，讲毕又释奠于先圣先师，设金石之乐于太学，王公卿士及太学生并预宴。陈后主对其道学气很不耐烦，沈婺华美丽聪明，但生性淡泊，与丈夫个性不合，加上嫡母庶子间往来十分密切，陈后主更加反感。张丽华则与最受宠的孔贵嫔兄妹时常数说太子的不是，张丽华操纵朝臣上书，使祯明二年（588年）陈后主废庶长子陈胤，立了张丽华的大儿子陈渊为太子。但仍封陈胤为吴兴王，加侍中、中卫将军，妥善安置，岑德潤為其記室。曾師事賀德仁。
禎明三年（589年），陈朝灭亡后，陈胤随陈朝皇族其他成员一起入隋，在长安去世。